# Penestomus planus
Penestomus planus és una espècie d'aranyes araneomorfes de la família dels penestòmids (Penestomidae). Fou descrita per primera vegada l'any 1902 per Eugène Simon.
Aquesta espècie és endèmica de Sud-àfrica[1]. Es troba a les províncies del Cap Occidental i el Cap Oriental, a Sud-àfrica.